# Halloween of Horror
«Halloween of Horror» (укр. «Жах на Хелловін») — четверта серія двадцять сьомого сезону мультсеріалу «Сімпсони», прем'єра якої відбулась 18 жовтня 2015 року у США на телеканалі «Fox».

## Сюжет
За день до Хелловіна сім'я Сімпсонів прикрашає до свята свій будинок, назвавши його «Everscream Terrors». Гомер зберігав пластикові скелети занадто близько до пічки, тому Сімпсони вирішують купити щось нове в магазині, присвяченому Хелловіну.
По дорозі в магазин Ліса і Барт бачать баннер, що рекламує майбутню «Ніч жахів у Крастіленді», і Ліса розповідає про свої переживання перед першим походом туди.
У магазині Хелловіна Апу розсердився на трьох ледачих співробітників, які спали на своїх робочих місцях, і каже їм повернутися до роботи. Коли Гомер шукає прикрасу для заміни скелетів, один з робітників пропонує йому: якщо він купить у нього одного «Сеньйора скелета», він безкоштовно надасть ще три таких. Гомер приймає угоду і розповідає про це Апу, який швидко звільняє робітників. Після цього робітники обіцяють помститися Гомеру…
Пізніше, Гомер бере дітей на ніч жахів. Хоча ніч і не справжня, Ліса лякається зомбі, через що парк закривається. Наступного дня у школі травма дівчинки змушує її злякатися навіть найпростіших фігур Хелловіна, таких як паперові зомбі і кажани. Вона ховається всередині шафки, звідки пізніше Мардж рятує її.
Повернувшись додому, Мардж усвідомлює проблему дочки і каже чоловікові, що вони повинні закрити «Everscream Terrors», що засмучує Гомера і Барта. Щоб примиритися з Бартом, Мардж бере його і Меґґі на найвідомішу Хелловін вечірку у глухому куті Спрінґфілда, залишаючи Лсуу і Гомера в спокої. Гомер намагається провести час з дочкою, пропонуючи скласти докупи пазли.
Тим часом троє робітників, яких через Гомера звільнили, прийшли мститись до будинку Сімпсонів і почали переслідувати Гомера і Лісу. Гомер замикає будинок, щоб захиститись; однак ті вже знаходяться всередині будинку. Він намагається відвести дочку до будинку Фландерса, але вона тікає всередину, щоб забрати Хвостик (хутряний хвіст з раннього дитинства Ліси, з яким їй комфортно, коли дуже страшно). Гомер мчить, щоб врятувати її, як раптом вони обидва опиняються віч-на-віч із загарбниками будинку. Гомер і Ліса піднімаються по сходах і ховаються на горищі, а загарбники не можуть їх знайти.
Тим часом Мардж прибуває на закриту вечірку з Бартом і Меґґі, але, як розповів охоронець, вона тепер тільки для місцевих жителів після того, як відвідувачі зруйнували торішню вечірку. Коли автомобіль розвертається у глухому куті, розчарований Барт спостерігає за тим, як місцеві діти насолоджуються закритою вечіркою з заходами, які включають поїздки кенгуру й «іншопланетянином», який повинен повторити все, що йому сказано.
Коли вже пізно, і всі діти у місті сплять, дорослі Спрінгфілда виходять у своїх непристойних костюмах. Вони виконують музичний номер про дорослий Хелловін. Мардж вирішує швидше відвести дітей додому.
Тим часом, у будинку Сімпсонів Гомер заспокоює Лісу, і вони вирішують використовувати свої різні святкові прикраси, щоб подати сигнал про допомогу, але випадково активують «Сеньйорів скелетів», привертаючи увагу трьох загарбників. Гомер піднімається на дах, щоб запустити феєрверки з 4 липня, але сильний вітер гасить сірники. Потім Ліса згадує, що Хвостик виготовлений з поліестеру і легко горить, тому дівчинка вирішує пожертвувати ним і запалити феєрверк, щоб привернути увагу людей. Цей план зазнає успіху, і весь район прокидається. Домашніх загарбників майже відразу заарештовує поліція, і Гомер знову будує «Everscream Terrors». Ліса, тепер не боячись прикрас-страшилок, також приєднується до веселощів (в образі Фріди Кало).
У сцені під час титрів Меґґі знаходить напівспалений Хвостик, який чарівним чином відновлюється під мелодію з фільму «Хелловін» Джона Карпентера.

## Виробництво
2015 року відбувся конкурс: людина, яка пожертвувала гроші організації «New York Collaborates for Autism» через Omaze, буде обрана для анімації у цій серії «Сімпсонів» і отримає унікальний принт їх персоналізованого персонажу з підписом Метта Ґрюйнінґа. Переможцем цього змагання було оголошено Карла Зілера. Його персонаж можна побачити під час «Ночі жахів у Крастіленді».

## Цікаві факти і культурні відсилання
- На початку серії Гомер з Недом ламають четверта стіна. Нед запитує Гомера, чи не залізуть вони до будиночка на дереві, щоб розповісти три жахливі історії? Гомер відповідає, що вони роблять це наступного тижня (посилаючись на наступну, неканонічну серію «Treehouse of Horror XXVI»).
  - Гомер каже, що «буде „Психо“ зі Скіннером та його мамою; „Ляльковий чарівник країни Оз“, де Гомер буде Страшилою; і меблі стають розумними і захоплюють світ». Однак, насправді, «Treehouse of Horror XXVI» не містила цих історій.

## Ставлення критиків і глядачів
Під час прем'єри серію переглянули 3,69 млн осіб з рейтингом 1.7, що зробило її найпопулярнішим шоу на каналі «Fox» тієї ночі.
Денніс Перкінс з «The A.V. Club» дав серії оцінку A-, сказавши:
|  | Бездоганно спрямована, орієнтована на персонажа історія про дитячі страхи і дорослу відповідальність, серія є однією з найбільш упевнених, людяних і відверто кращих серій «Сімпсонів» за багато років. |

У лютому 2016 року сценаристка серії Керолін Омайн була номінована на премію Гільдії сценаристів Америки в області анімації 2015 року.
Серію було номіновано на премію «Еммі» в категорії «Найкраща анімаційна передача» 2016 року.
Серія також здобула премію «Енні» в категорії «Найкраща анімаційна передача для широкої авдиторії».
Згідно з голосуванням на сайті The NoHomers Club більшість фанатів оцінили серію на 5/5 із середньою оцінкою 4,34/5. 2019 року за результатами голосування фанати обрали серію як найкращий HD-епізод. Також 2022 року за результатами голосування епізод увійшов до ста найкращих епізодів, на думку фанатів, знову ставши найкращим HD-епізодом.